# SN 1951D
SN 1951D – supernowa odkryta 3 maja 1951 roku w galaktyce A111148+0342. W momencie odkrycia miała maksymalną jasność 19,60m.